# Valencia-Halbmarathon
Der Valencia-Halbmarathon (offizieller Name: Medio Maratón de Valencia Trinidad Alfonso) ist ein Halbmarathon im spanischen Valencia, der seit 1991 jährlich im Herbst stattfindet. Von 1991 bis 2005 wurde dieser Lauf als 20-Kilometer-Straßenlauf organisiert, ab dem Jahr 2006 als Halbmarathon. Die Teilnahme an dem Lauf ist sowohl für Eliteläufer als auch für Freizeitläufer möglich.
Beim zweiten European Running Congress, am 8. September 2019, wurde bekannt gegeben, dass der Valencia-Halbmarathon Teil der neuen europäische Halbmarathon-Laufserie SuperHalfs sein wird.

## Organisation
Der Valencia-Halbmarathon wird von dem Veranstalter SD Correcaminos y el Ayuntamiento de Valencia organisiert, der auch den Valencia-Marathon plant und ist der bedeutendste Straßenlauf über diese Distanz in Spanien. Von der IAAF ist der Valencia-Halbmarathon in die Reihe der etwa 50 Goldlabel-Läufe (IAAF Gold Label Road Race) eingestuft.
Bei der Austragung 2017 erzielte die Kenianerin Joyciline Jepkosgei mit ihrer Siegerzeit von 1:04:51 Stunden einen neuen Weltrekord.
2018 konnte der Kenianer Abraham Kiptum mit seiner Siegerzeit von 58:18 Minuten auch bei den Männern den bisherigen Weltrekord von Zersenay Tadese (58:23 Minuten) um fünf Sekunden verbessern. Kiptums Zeit wurde allerdings bereits 2019 im Zuge einer vierjährigen Dopingsperre annulliert.
Im Dezember 2020 verbesserte der 24-jährige Kenianer Kibiwott Kandie mit seiner Siegeszeit von 57:32 Minuten den bislang aktuellen Weltrekord seines Landsmannes Geoffrey Kamworor (58:01 min) um weitere 29 Sekunden. Ebenso der Zweitplatzierte, Jacob Kiplimo aus Uganda (57:37 min), der drittplatzierte Kenianer Rhonex Kipruto (57:49 min) und der viertplatzierte Kenianer Alexander Mutiso Munyao (57:59 min) lagen mit ihren Zieleinlaufszeiten unter dem bisherigen Weltrekord. Das Rennen fand zusammen mit dem Valencia-Marathon als reines Eliterennen mit lediglich 10 Frauen und 21 Männern statt.
Am 24. Oktober 2021 stellte die Äthiopierin Letesenbet Gidey mit einer Zeit von 1:02:52 Stunden, einen neuen Weltrekord auf und blieb damit als erste Frau unter 63 Minuten. Auch die zweitplatzierte Yalemzerf Yehualaw blieb mit 1:03:51 Stunden unter dem bisherigen Weltrekord. Im Männerrennen verbesserte Amanal Petros den 28 Jahre alten deutschen Rekord von Carsten Eich auf 1:00:09 Stunden und belegte den 12. Platz.
Am 27. Oktober 2024 gewann Yomif Kejelcha den Halbmarathon zum zweiten Mal nach 2019 und unterbat mit einer Zeit von 57:30 Minuten den Weltrekord, der erst 2020 auf der gleichen Strecke aufgestellt worden war, um 2 Sekunden.

## Statistik

### Streckenrekorde
- Männer: 57:30 min,  (ETH), 2024
- Frauen: 1:02:52 h, Letesenbet Gidey (ETH), 2021

### Siegerliste
Quelle: Offizielle Website

#### Halbmarathon
| Datum         | Männer               | Nation    | Zeit         | Frauen                     | Nation      | Zeit         |
| ------------- | -------------------- | --------- | ------------ | -------------------------- | ----------- | ------------ |
| 2025          |                      |           |              |                            |             |              |
| 27. Okt. 2024 | Yomif Kejelcha -2-   | Äthiopien | 0 57:30 (WR) | Agnes Ngetich              | Kenia       | 1:03:04      |
| 22. Okt. 2023 | Kibiwott Kandie -3-  | Kenia     | 0 57:40      | Margaret Chelimo Kipkemboi | Kenia       | 1:04:46      |
| 23. Okt. 2022 | Kibiwott Kandie -2-  | Kenia     | 0 58:10      | Konstanze Klosterhalfen    | Deutschland | 1:05:41      |
| 24. Okt. 2021 | Abel Kipchumba       | Kenia     | 0 58:07      | Letesenbet Gidey           | Äthiopien   | 1:02:52 (WR) |
| 6. Dez. 2020  | Kibiwott Kandie      | Kenia     | 0 57:32 (WR) | Genzebe Dibaba             | Äthiopien   | 1:05:18      |
| 27. Okt. 2019 | Yomif Kejelcha       | Äthiopien | 0 59:05      | Senbere Teferi             | Äthiopien   | 1:05:32      |
| 28. Okt. 2018 | Jemal Yimer          | Äthiopien | 0 58:33      | Gelete Burka               | Äthiopien   | 1:06:11      |
| 22. Okt. 2017 | Abraham Cheroben -3- | Kenia     | 0 59:11      | Joyciline Jepkosgei        | Kenia       | 1:04:51 (WR) |
| 23. Okt. 2016 | Stephen Kibet        | Kenia     | 0 59:27      | Peres Jepchirchir          | Kenia       | 1:07:09      |
| 18. Okt. 2015 | Abraham Cheroben -2- | Kenia     | 0 59:10      | Netsanet Gudeta            | Äthiopien   | 1:07:31      |
| 19. Okt. 2014 | Abraham Cheroben     | Kenia     | 0 58:48      | Emily Chebet               | Kenia       | 1:08:01      |
| 20. Okt. 2013 | Jacob Kendagor       | Kenia     | 0 59:58      | Joyce Chepkirui -2-        | Kenia       | 1:08:15      |
| 21. Okt. 2012 | Joel Kimurer         | Kenia     | 0 59:36      | Alice Mogire               | Kenia       | 1:09:57      |
| 23. Okt. 2011 | John Mwangangi -2-   | Kenia     | 0 59:45      | Malika Asahssah            | Marokko     | 1:10:26      |
| 21. Nov. 2010 | John Mwangangi       | Kenia     | 1:01:10      | Joyce Chepkirui            | Kenia       | 1:09:25      |
| 22. Nov. 2009 | Geoffrey Mutai       | Kenia     | 0 59:30      | Beatrice Jepchumba         | Kenia       | 1:15:31      |
| 16. Nov. 2008 | Jacob Yator          | Kenia     | 1:01:32      | Sarah Kerubo               | Kenia       | 1:15:18      |
| 20. Mai 2007  | Peter Korir          | Kenia     | 1:02:24      | Joan Aiyabei -2-           | Kenia       | 1:11:16      |
| 4. Juni 2006  | Edwin Koech          | Kenia     | 1:02:48      | Joan Aiyabei               | Kenia       | 1:12:48      |

#### 20 Kilometer Straßenlauf (1991 bis 2005)
| Datum        | Männer                | Nation  | Zeit    | Frauen         | Nation    | Zeit    |
| ------------ | --------------------- | ------- | ------- | -------------- | --------- | ------- |
| 29. Mai 2005 | Abdellatif Meftah     | Marokko | 1:00:46 | Ashu Kasim     | Äthiopien | 1:09:30 |
| 30. Mai 2004 | Samwel Kalya          | Kenia   | 1:01:33 | Gladys Cherono | Kenia     | 1:10:28 |
| 1. Juni 2003 | El Houssine Essemaali | Marokko | 1:02:39 | Sandra Ruales  | Ecuador   | 1:11:09 |
| 26. Mai 2002 | Julio Rey -2-         | Spanien | 0 59:46 | Margareth Iro  | Tansania  | 1:11:08 |
| 2001         | Julio Rey             | Spanien | 1:01:43 | Teresa Gracia  | Spanien   | 1:25:36 |

## Anzahl der Finisher
- 2023: Frauen: 5.297, Männer: 14.196, gesamt: 19.493
- 2022: Frauen: 4.289, Männer: 12.774, gesamt: 17.063
- 2021: Frauen: 1.837, Männer: 7.006, gesamt: 8.843
- 2019: Frauen: 3.767, Männer: 11.586, gesamt: 15.353
- 2018: Frauen: 2.475, Männer: 10.078, gesamt: 12.553
- 2017: Frauen: 2.773, Männer: 9.567, gesamt: 12.340
- 2016: Frauen: 2.594, Männer: 9.094, gesamt: 11.697
- 2015: Frauen: 2.209, Männer: 8.648, gesamt: 10.859
- 2014: Frauen: 1.537, Männer: 7.794, gesamt: 9.336
- 2013: gesamt: 9.278
- 2012: gesamt: 8.399
- 2011: gesamt: 7.532
- 2010: Frauen: 606, Männer: 6.287, gesamt: 6.893
- 2009: Frauen: 387, Männer: 4.839, gesamt: 5.226
- 2008: gesamt: 3.442
- 2007: gesamt: 1.610

(Quelle: Website des Veranstalters & Offizielle Ergebnislisten)